# Cristianesimo in Guinea-Bissau
Il cristianesimo in Guinea-Bissau è una religione di minoranza. La religione più diffusa in Guinea-Bissau è l'islam, professato dal 45% circa della popolazione; sulla percentuale delle altre religioni ci sono valutazioni differenti. Secondo le stime del Pew Research Center, il 31% circa della popolazione segue le religioni africane tradizionali; i cristiani rappresentano circa il 19,5% della popolazione e la maggior parte di essi sono cattolici; il 4% circa non segue alcuna religione e meno dello 0,5% segue altre religioni. Altre stime aumentano la percentuale dei cristiani al 22% della popolazione, diminuendo la percentuale della popolazione che non segue alcuna religione. È comunque possibile, come avviene in altri stati dell'Africa occidentale, che una parte dei cristiani e dei musulmani segua contemporaneamente alcune pratiche e credenze animiste delle religioni africane tradizionali. La costituzione della Guinea-Bissau sancisce la separazione fra stato e religioni, impegna lo stato a proteggere le religioni legalmente riconosciute e riconosce la libertà religiosa, che tuttavia non deve violare i principi fondamentali citati nella costituzione. Tutti i gruppi religiosi devono registrarsi presso il Ministero della giustizia. La costituzione vieta l'insegnamento della religione nella scuola pubblica, ma lo permette nelle scuole private gestite dalle organizzazioni religiose riconosciute. I gruppi religiosi non possono costituire partiti politici.

## Confessioni cristiane presenti
I cattolici rappresentano la maggioranza dei cristiani della Guinea-Bissau (circa il 17,5% della popolazione) mentre i protestanti rappresentano circa il 2% della popolazione.

### Cattolicesimo
La Chiesa cattolica è presente in Guinea-Bissau con due diocesi immediatamente soggette alla Santa Sede, cioè la diocesi di Bissau e la diocesi di Bafatá.  

### Protestantesimo
La prima missione protestante arrivò in Guinea-Bissau nel 1946 grazie a Bessie Fricker e al marito Leslie Brierley, una coppia di missionari britannici della Worldwide Evangelization Crusade. Dopo un periodo di negoziati con l'amministrazione coloniale portoghese, la missione fu autorizzata ad operare con il nome di Missão Evangélica. Nel 1970 l'organizzazione fondò la Chiesa evangelica della Provincia di Guinea, poi divenuta Chiesa evangelica della Guinea-Bissau (Igreja Evangélica da Guiné-Bissau), che fino all'indipendenza del Paese nel 1974 fu l'unica denominazione protestante ufficialmente riconosciuta dalle autorità coloniali. Dopo l'indipendenza, la Chiesa evangelica della Guinea-Bissau fu la prima denominazione protestante ad essere riconosciuta ufficialmente dal nuovo governo. Negli anni novanta il governo autorizzò diverse denominazioni protestanti straniere a fondare nuove congregazioni in Guinea-Bissau; sono così arrivati missionari protestanti soprattutto dagli Stati Uniti d'America, dal Brasile, dalla Nigeria e dal Ghana. Le denominazioni protestanti in Guinea-Bissau si sono moltiplicate, comprendendo le Assemblee di Dio, diverse denominazioni pentecostali e neopentecostali (tra cui la Chiesa universale del regno di Dio), la Chiesa cristiana avventista del settimo giorno e i battisti, questi ultimi arrivati dal Brasile con la Junta de Missões Mundiais. Per creare una forma di unità fra denominazioni di tendenze così diverse, un gruppo di Chiese protestanti (formato dalla Chiesa evangelica della Guinea-Bissau, dalle Assemblee di Dio, dai battisti e da alcune denominazioni pentecostali e neopentecostali) ha formato nel 2000 l'Alleanza Evangelica Guineense.